# Ljeto morskog psa
Pojam ljeto morskog psa (engl. Summer of the Shark) opisuje senzacionalističku opčinjenost sjevernoameričkih medija napadima morskih pasa na kupače i surfere u ljeto 2001. godine, a koji su u javnosti stvorili krivu sliku o neuobičajeno povećanoj učestalosti napada. Vijest koja je pokrenula lavinu bio je incident 6. srpnja 2001. u kojemu je osmogodišnjeg Jessieja Arbogasta u plićaku na plaži u blizini Pensacole na Floridi napao morski pas. Odgrizao mu je ruku, a dječaka je iz mora izvukao ujak Vance Flosenzier, koji se potom bacio nazad u more i za rep iz mora na plažu izvukao morskog psa kojega je zatim, s tri hitca u glavu, upucao čuvar parka Jared Klein. Odgrižena ruka izvučena je iz jednjaka morskog psa i poslije dječaku kirurški ponovno spojena. Jessie je preživio, no velik gubitak krvi zakomplicirao je oporavak i ostavio ga s trajnim oštećenjima organa i smanjenjem kognitivnih sposobnosti. Odmah nakon napada na Jessieja dogodio se još jedan napad na njujorčanina koji je ljetovao na Bahamima. Medijska galama oko ta dva napada se još nije stišala kada se 15. srpnja 2001., oko 10 km od prvotnog mjesta, dogodio još jedan napad. Medijsko praćenje napada na Jessieja, spašavanje i naknadno šivanje ruke, pokrenuli su medijsku lavinu koja je (u sezoni kiselih krastavaca) događaje pratila u dvadesetčetverosatnom prijenosu. Na kanalima s vijestima u SAD-u nije bilo skoro nikakvih drugih vijesti osim onih vezanih na napade morskih pasa.
Sredinom kolovoza kanali s vijestima prikazivali su snimke iz helikoptera na kojima se vide stotine morskih pasa kako plivaju blizu jugozapadne obale Floride. Kupače se na plažama odgovaralo od ulaska u more, unatoč činjenici da se vjerojatno radilo o godišnjoj migraciji morskih pasa. Opetovano emitiranje snimke kritizirano je kao očito potpirivanje straha koje je dovelo do neopravdanog uvjerenja o takozvanoj „epidemiji”.
Dva napada morskih pasa, oba sa smrtnim ishodima, iz prva tri dana rujna (jedan u Virginiji, jedan u Sjevernoj Karolini), potpirili su ionako već užarenu medijsku scenu. Do sredine rujna 2001. počela su traženja da se „problem s morskim psima” regulira zakonski. Ljeto morskog psa završilo je kada su teroristički napadi 11. rujna 2001. preko noći potpuno zaokupili medijsku pažnju.
Kasnijom analizom International Shark Attack Filea ustanovio je da je u ljeto 2001. bilo manje napada morskih pasa (76) u usporedbi s godinom prije (85), pri čemu je i smrtnost bila niža: 5 osoba 2001. u usporedbi s 12 osoba 2000. godine.